# جاك جوردن
جاك جوردن (بالإنجليزية: Jack Jordan)‏ (25 فبراير 1924 بغلاسكو في المملكة المتحدة - 23 يونيو 2007 بغلاسكو في المملكة المتحدة) هو لاعب كرة قدم بريطاني (وحمل سابقاً جنسية المملكة المتحدة لبريطانيا العظمى وأيرلندا) في مركز الهجوم. لعب مع نادي ريدنغ.